# Apharsatus fallaciosus
Apharsatus fallaciosus is een keversoort uit de familie Disteniidae. De wetenschappelijke naam van de soort is voor het eerst geldig gepubliceerd in 1893 door Fairmaire.